# غوستاف موريلي
غوستاف موريلي (بالمجرية: Morelli Gusztáv) هو رسام مجري، ولد في 15 فبراير 1848 في بشت في المجر، وتوفي في 21 مارس 1909 في بودابست في المجر.